# زبان لری
زبان لُری یکی از زبان‌های ایرانی جنوب غربی است و همانند زبان فارسی به شاخهٔ زبان‌های ایرانی غربی تعلق دارد. این زبان توسط مردم لر در بسیاری از سرزمین‌های غربی و جنوبی ایران به‌کار برده می‌شود. مهم‌ترین این نواحی عبارت‌اند از:
- استان لرستان
- استان کهگیلویه و بویراحمد
- استان چهارمحال و بختیاری
- نیمهٔ شمالی و نیمهٔ شرقی استان خوزستان
- شمال‌غرب استان‌های فارس و بوشهر
- نیمهٔ جنوبی استان همدان
- جنوب استان ایلام
- جنوب‌غرب استان اصفهان
- بخش‌هایی از استان مرکزی[۷]

ریشه زبان لری و زبان‌های ایرانی، مانند زبان فارسی، به زبان پارسی میانه و پس از آن، به زبان پارسی باستان باز می‌گردد؛ زبان‌شناسانی دیگر، لری را یک زنجیره گویشی از گویش‌های ایرانی جنوب غربی بین گونه‌های فارسی و کردی دانسته‌اند که میان مردم لر در غرب و جنوب غرب ایران رایج است و خود از گویش‌های مختلف تشکیل شده است. به عبارت دیگر، این خانواده از گروه مستقل با ریشه مشترک تشکیل شده است. شناخته‌ شده‌ترین این گروه‌های قومی عبارتند از: لکی، بهمئی، لیراوی، فیلی، ممسنی، بختیاری، بویراحمدی و...

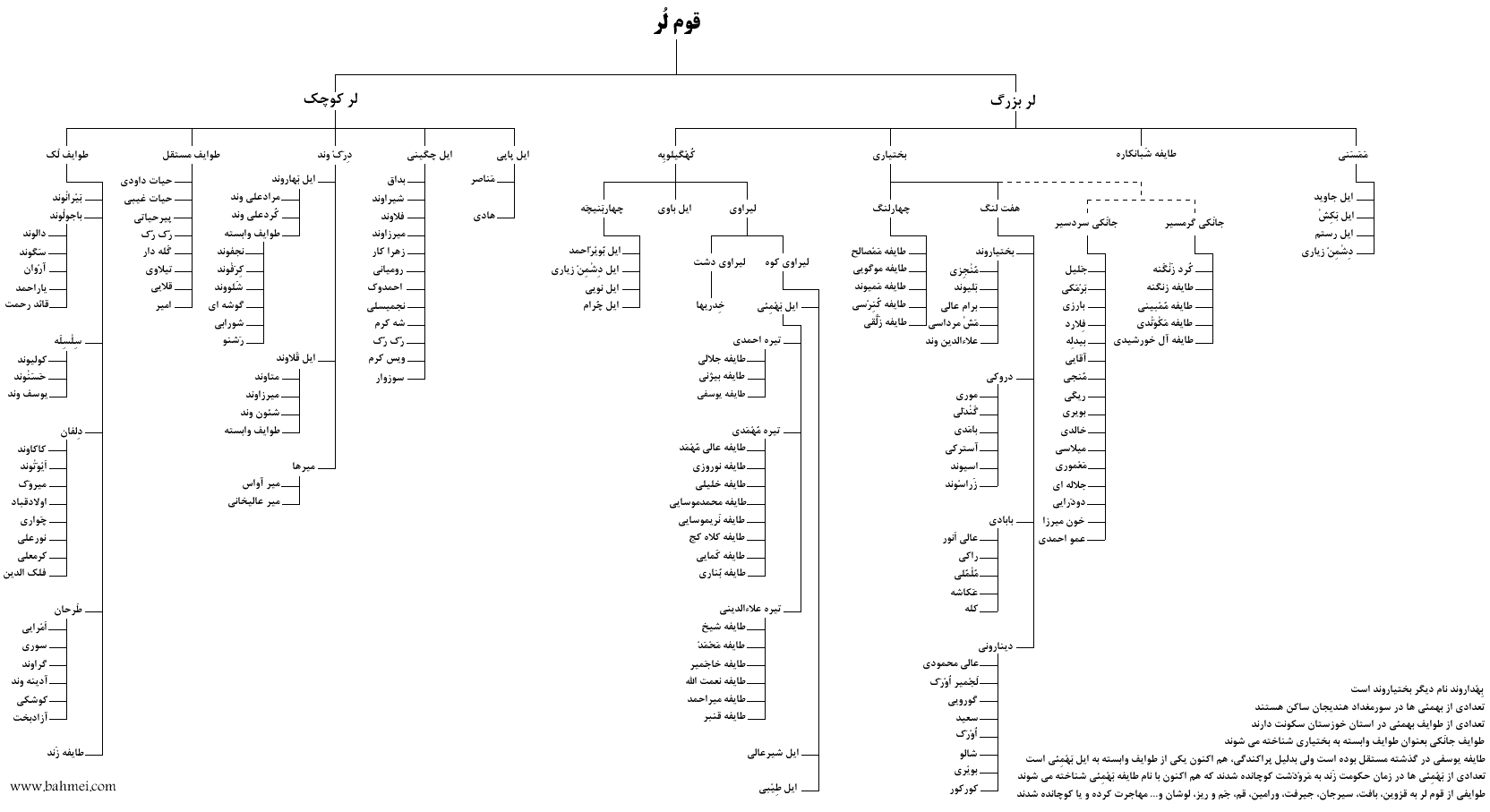
دسته بندی قوم بزرگ لُر

## گویش‌ها
زبان لری همانند زبان فارسی، نواده‌ای از زبان پارسی میانه است طوری‌که واژه‌های مشترک یا مشابه بسیاری بین آنها وجود دارد. همانطور که قوم لر، در دو گروه لر بزرگ و لر کوچک دسته‌بندی شده و هریک از این دسته‌ها، دارای زیرشاخه‌های قومی و طایفه‌ای بسیار می‌باشند، زبان لری نیز، در میان این زیرشاخه‌ها و گروه‌های قومی، با توجه به مکان‌های جغرافیایی متفاوت، دچار تغییراتی پایه‌ای و ماندگار شده است. بر اساس پژوهش‌های زبان‌شناسی، زبان لری به سه شاخه/گویش اصلی تقسیم می‌شود:
- لری شمالی (لری فیلی): رایج در استان لرستان، شمال استان ایلام و بخش‌هایی از استان همدان و استان مرکزی است.[۷][۱۵][۱۱]

- لری بختیاری: رایج در استان چهارمحال‌وبختیاری، استان خوزستان، و بخش‌هایی از استان اصفهان است که به‌طورمعمول به‌عنوان یک گویش مستقل از زبان لری شناخته می‌شود.[۸] با اینکه قوم بختیاری، یکی از گروه‌های قومی بزرگ در ایران بوده و به دو زیرشاخه‌ی چهارلنگ و هفت‌لنگ تقسیم می‌شود، تفاوت خاصی میان گویش‌بختیاری مورداستفاده‌ی این دو زیرشاخه وجود ندارد.

- لری جنوبی: رایج در استان کهگیلویه‌وبویراحمد، بخش‌هایی از استان خوزستان، جنوب استان فارس و شمال استان بوشهر‌ می‌باشد و این شاخه نزدیک‌ترین پیوند را به زبان فارسی معیار دارد. خود گویش لری جنوبی، با توجه به استفاده در چهار منطقه متفاوت، شامل چهار زیرشاخه می‌باشد:

1. لری بهمئی: در شهرستان‌های دهدشت، یاسوج، کهگیلویه، بهمئی، رامهرمز، بهبهان، امیدیه، صیدون، هفتکل، باغ‌ملک، هندیجان، ماهشهر، اهواز، آغاجاری، دیلم، گناوه، بخش کمی از مرودشت، لردگان و ممسنی.
2. لری بویر احمدی: در شهرستان‌های بویراحمد، دنا، گچساران، باشت، مارگون،چرام، نورآباد ممسنی، بخش‌هایی از سپیدان، کازرون و مرودشت[۷] [۱۱] [۱۶]
3. لری ممسنی (یا لری لیراوی / بویراحمدی-ممسنی): قسمت‌های زیادی از غرب استان فارس و قسمت‌هایی اندک از استان‌های  کهگیلویه‌وبویراحمد و بوشهر
4. لری لیراوی: قسمت‌های زیادی از استان خوزستان و بوشهر و قسمت کمی از کهگیلویه و بویراحمد

## پیشینه
نام زبان لری در کتاب‌های تاریخی قدیمی نیامده است و درظاهر، زبان مردم این سرزمین‌ها، گویشی از زبان پهلوی در نظر گرفته شده بوده است. پیش از بررسی‌های زبان‌شناسی نوین، برخی نویسنده‌ها بر پایه حدس و گمان و به اشتباه، گویش‌های لُری را با زبان کردی و گویش‌های مختلف آن مربوط می‌دانستند. به‌واقع سه زبان فارسی، لری و کردی ارتباطی تنگاتنگی دارند. این سه زبان به قدری نزدیک هستند که ایجاد تمایز، چه در زبان‌شناسی کهن و چه در زبان‌شناسی نوین، بسیار دشوار است. آنچه لری و گویش‌هایش نشان می‌دهند، همچون سند محکمی در جهت گونه‌شناسی زبان فارسی غربی‌ می‌باشد.همه‌ی گویش‌های زبان لری، شباهت بسیاری به زبان فارسی معیار دارند.از نمونه‌های زبان شناسی که به اشتباه، لری را با کردی مرتبط می‌دانستند، می‌توان به لغت‌نامه دهخدا اشاره کرد که لر و یا لور را به‌عنوان عشیره ای بزرگ از عشایر کرد معرفی می‌کند:
گروهی از کردها در کوه‌های میان اصفهان و خوزستان و این نواحی، بدیشان شناخته آید و بلاد لر خوانند و هم لرستان و لور گویند.
همچنین دکتر پرویز ناتل خانلری، گویش‌های لری را نزدیک به زبان کردی گمان کرده بوده است و در این مورد می‌نویسد: «در کوهستان بختیاری و قسمتی از غرب استان فارس، ایل‌های بختیاری، بویر احمدی، بهمئی و ممسنی به گویش‌هایی سخن می‌گویند که با کردی خویشاوندی دارد، اما با هیچ‌یک از شاخه‌های آن درست یکسان نیست و میان خود آنها نیز ویژگی‌ها و دگرگونی‌هایی وجود دارد که هنوز به‌طوردقیق، حدود و فواصل آنها مشخص نشده است. اما معمول چنین است که همه، گویش‌های بختیاری و لری را جزو یک گروه بشمارند.»
بر پایه گمانی دیگر از میان تمام اقوام آریایی، لرها از نظر سازمان زبانی، رابطه‌ی نزدیکی با کرد زبان‌ها و فارس‌زبان‌ها دارند. زبان و گویش‌های لری، آشکارا با زبان فارسی مرتبط هستند، اما کارشناس‌ها در این‌باره اختلاف‌نظر دارند که لری و فارسی، از زیرشاخه‌های فارسی باستان یا فارسی میانه هستند. گویش‌های لری شمالی، یک زنجیره گویشی در میان فارسی و کردی هستند.
دهخدا همچنین می‌گوید: 
 در زبان لری الفاظ عربی بسیار کم است  و نمی‌آید و این ده حرف در زبان لری نمی‌آید: ح ص ط ظ ع غ ف ق.

## دیدگاه‌ها دربارهٔ زبان لری
عده‌ای از زبان شناسان لری را به عنوان یک زبان در نظر نگرفته‌اند و آن را گویشی از فارسی به‌شمار آورده‌اند همچنین از دیدگاه ایران کلباسی، گویش لری از شاخه جنوب غرب زبان‌های ایرانی نو، و خواهر زبان فارسی است. از سوی دیگر اریک آنونبی، دانشنامه ایرانیکا، فهرست لینگوییست و سکندر امان‌الهی لری را زبانی مستقل از فارسی استاندارد امروزی معرفی می‌کنند، به‌هرصورت، نمی‌توان بین لری و فارسی میانه تفاوت چندانی پیدا کرد. همچنین اتنولوگ، زبان لری را مستقل از زبان فارسی معیار معرفی کرده و بیش از ۸۰٪ واژه‌های زبان لری و فارسی معیار را، مشترک می‌داند.

## وضعیت کنونی
زبان لری یکی از زبان‌هایی است که بقای آن، به‌دلایل مختلف درون و برون قومی، در معرض تهدید است. با توجه به استفادهٔ وافر و نسنجیده از واژه‌ها، این رفتار به مهم‌ترین عامل آسیب‌رسان به زبان لُری تبدیل شده است. امروزه تعامل اقوام و ملل به شکل عجیبی گسترش یافته است و این امر موجب تأثیرگذاری بیش از پیش بر روی یک‌دیگر در همه عرصه‌ها شده است. در این خصوص، تأثیر زبان‌ها بر یک‌دیگر برای بعضی از اقوام به فرصت و برای برخی دیگر به تهدیدی جدی تبدیل شده است. برخی از زبان‌ها به‌دلیل برخورداری از عوامل رشد زبان که بیش‌تر درون‌قومی است دارای فرصت و برخی دیگر به‌دلیل عدم برخورداری از این عوامل مورد تهدید روزافزون و خطر از دور خارج شدن هستند. به نظر می‌رسد لُری در زمرهٔ زبان‌های دستهٔ دوم یعنی زبان‌های مورد تهدید قرار می‌گیرد. این قوم به علت نداشتن رسم‌الخط مشخص و واحد و نیز به علت شرایط خاص زیستی خود، موفق به مکتوب نمودن آثار ادبی خود نشده و از سوی دیگر در سال‌های اخیر نسل جدید مردمان لرتبار به فارسی استاندارد صحبت کردن و دوری از زبان‌های بومی گرایش پیدا کرده‌اند که هر دوی این عوامل خطری برای ادامه حیات زبان‌های مردم لر هستند. پرهیز از لری صحبت کردن در میان قشر تحصیل کرده و به‌ویژه جامعه دانشگاهی لرها بیش از قشرها دیگر شدت یافته است.

## پراکندگی

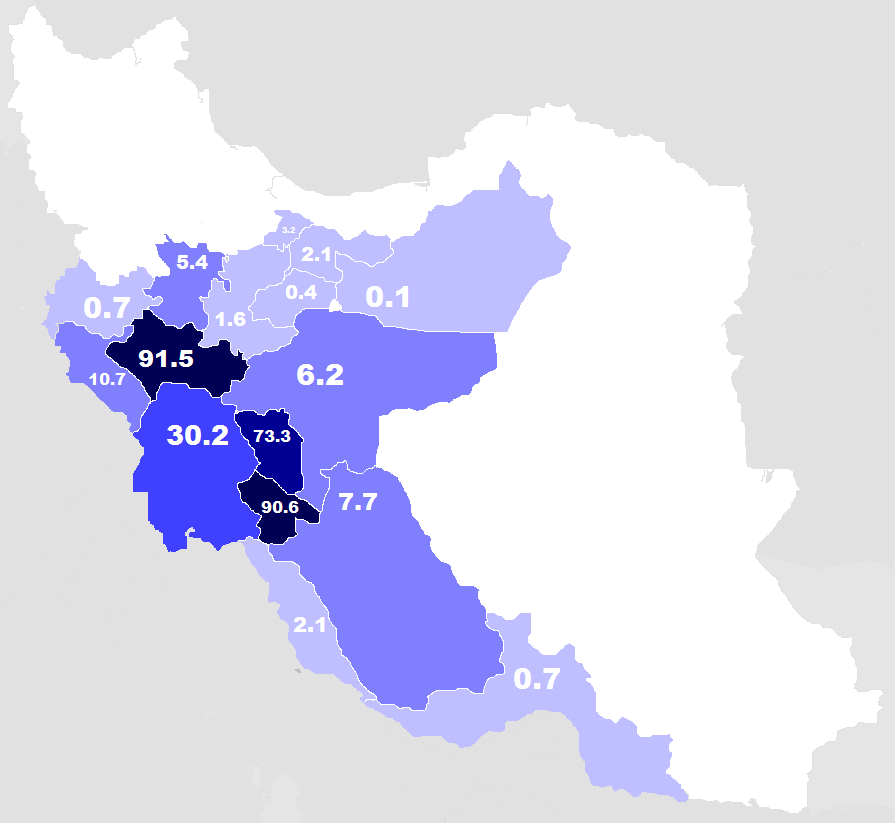
پراکندگی گویش‌وران زبان لری در ایران، سال ۲۰۱۰ میلادی طی نظرسنجی به سفارش شورای فرهنگ عمومی ایران

پراکندگی گویش‌وران لر در امتداد رشته کوه زاگرس در غرب کشور ایران و به‌طور دقیق‌تر از زاگرس میانی تا کناره‌های خلیج فارس و در غرب تا حدود میان رودان است. بیشترین جمعیت گویش‌وران لر در استان‌های لرستان، چهارمحال و بختیاری، کهگیلویه و بویراحمد و خوزستان است ولی جمعیت قابل ملاحظه‌ای از لرزبان‌ها در مناطقی از جنوب استان ایلام، غرب استان فارس و اصفهان و استان بوشهر ساکن هستند. ولی برخی از لرزبان‌ها در مناطقی از ایران پراکنده‌اند که علت این پراکندگی به‌طور عمده مسائل سیاسی به‌ویژه در زمان حکومت رضاشاه پهلوی صورت گرفته و از آن جمله می‌توان به لرزبان‌هایی که به استان‌های قزوین، قم و کرمان تبعید شده و هم‌اکنون بخشی از گویش‌وران لر به‌شمار می‌آیند.
جمعیت ایران بالغ بر ۷۵٬۱۴۹٬۶۶۹ تن (سرشماری سال ۱۳۹۰) و ۷۹٬۹۲۶٬۲۷۰ تن (سرشماری سال ۱۳۹۵) و وسعت ایران ۱٬۶۴۸٬۱۹۵ کیلومتر مربع است بنابراین سه استان به‌طور عمده لر نشین در سال ۱۳۹۰ در حدود ٣,۶۵ درصد وسعت ایران و در حدود 4.40 درصد از جمعیت ایران در سال ۱۳۹۰ و 4.28 درصد از جمعیت ایران در سال ۱۳۹۵ را تشکیل می‌دهد که نشان دهنده کاهش درصد جمعیت این چهار استان به جمعیت کل کشور طی سال‌های ۱۳۹۰ تا ۱۳۹۵ می‌باشد (رشد کمتر جمعیت نسبت به بقیه مناطق و مهاجرت منفی داخلی یا خارجی). جمعیت کل این سه استان در سال ۱۳۹۵ بر اساس سرشماری ۱۱٣٣۰٩ نفر نسبت به سال ۱۳۹۰ افزایش یافته‌است (به‌طور میانگین سالانه ٢٢۶۶٢ نفر).
| ردیف | نام استان           | مرکز     | وسعت (کیلومتر مربع) | جمعیت سال ۹۰    | جمعیت سال ۹۵    |
| ---- | ------------------- | -------- | ------------------- | --------------- | --------------- |
| ۱    | لرستان              | خرم آباد | ٢٨٢٩۴               | ۱٧۵۴٢۴٣         | ۱٧۶۰۶۴٩         |
| ۲    | چهارمحال و بختیاری  | شهرکرد   | ۱۶٣٢٨               | ٨٩۵٢۶٣          | ۹۴٧٬٧۴۳         |
| ۳    | کهگیلویه و بیراحمد  | یاسوج    | ۱۵۵۰۴               | ۶۵٨۶٢٩          | ٧۱٣۰۵٢          |
| کل   | بخش‌های لرنشین ایران | -        | (3.65٪) ۶۰۱٢۶       | (4.40%) ۳٣۰٨۱٣۵ | (4.28%) ٣۴٢۱۴۴۴ |

- بخش‌های لرنشین خوزستان و فارس و ایلام به‌دلیل نبود آمار دقیق در نظر گرفته نشده‌است. [۳۰]
- با اینکه دزفولی و شوشتری را به عنوان گویشی از زبان فارسی خطاب کرده‌اند، اما به زبان و گویش‌های لری شبیه‌تر هستند.[۷][۱۱]
- هر چه از سوی میانه زاگرس به جنوب و کناره‌های خلیج فارس حرکت کنیم گویش‌های لری مورداستفاده‌ی مردم، بیشتر به زبان فارسی نزدیک می‌شود و هر چه به سمت زاگرس میانی و شمالی و به‌طور خاص سرزمین‌های کردنشین حرکت کنیم واژه‌ها و شباهت‌های واجی بیشتری میان گویشوران لر و گویشوران کرد خواهیم داشت و لری خرم‌آبادی نمونه‌ای از نزدیکترین گویش‌های لری به زبان کردی است.[۱۱]
- لرستان به معنی سکونتگاه مردم لر[۳۱][۳۲][۳۳] واژه‌ای است که به سرزمین‌های لرنشین نسبت داده می‌شود و به معنای گستره جغرافیایی است که مردم لر در آن سکونت دارند.[۳۱][۳۲][۳۳] لرستان در طول تاریخ به مناطق کوچکتری تقسیم شده است.
- لغت نامه دهخدا در کنار توصیف استان لرستان به عنوان یکی از تقسیمات کشوری جدید، از لرستان به معنای سرزمین محل سکونت لرها نام می‌برد:

لرستان یعنی اراضی لرنشین، و آن ناحیتی است وسیع به مغرب ایران، که از شمال محدود است به کرمانشاه و از مشرق به کوه‌های بروجرد و ملایر و از مغرب به عراق و از جنوب به خوزستان.
و سکنه نواحی واقع در شمال غربی آبدیز یکی موسوم به لکی و قسمت دیگر دارای زبان لری است. زبان لری کنونی از ترکیبات زبان ایرانی قدیم، و از حیث ترکیب کلمات با زبان فارسی شباهت تام دارد و عناصر خارجی در آن کمتر نفوذ یافته و به‌جهت محصور بودن در کوه‌ها این نظر بیشتر تأیید می‌شود، در صورتی که کردستان چون در سر راه واقع بوده عناصر خارجی در آن بیشتر نفوذ یافته‌اند.
دانشنامه ایرانیکا جغرافیای گویشوران لر را از جنوب استان همدان (دست کم از نهاوند به سمت جنوب) تا خوزستان و استان فارس بیان می‌کند. جدا از تقسیم مردم لر به دو گروه لرهای بزرگ و لرهای کوچک، گویش لری را می‌توان به دو دسته لری شمالی و جنوبی تقسیم کرد و رودخانه دز را می‌توان به نوعی مرز دو دسته لری شمالی و جنوبی دانست که لری شمالی به زبان کردی نزدیکتر است اما در هر حال زبان لری و گویش‌های مختلف آن شاخه‌ای از گویش‌های ایرانی جنوب غربی است.

## واج‌شناسی
واکه‌ها و همخوان‌های زبان لری عبارتند از:

### واکه‌ها
|       | پیشین | پسین |
| ----- | ----- | ---- |
| بسته  | i:    | u:   |
| بسته  | ɪ     | ʊ    |
| میانه | ɛ     | ɔ    |
| باز   | a~æ   | ɑ:   |

### همخوان‌ها
|         |        | لبی   | دندانی/لثوی | لثوی‌کامی | کامی | نرم‌کامی | زبانکی | چاکنایی |
| ------- | ------ | ----- | ----------- | -------- | ---- | ------- | ------ | ------- |
| انسدادی | بی‌واک  | p     | t           |          |      | k       | q      | ʔ       |
| انسدادی | واک‌دار | b     | d           |          |      | ɡ       | ɢ      |         |
| انسایشی | بی‌واک  |       |             | t͡ʃ       |      |         |        |         |
| انسایشی | واک‌دار |       |             | d͡ʒ       |      |         |        |         |
| سایشی   | بی‌واک  | f     | s           | ʃ        |      | x       | χ      | h       |
| سایشی   | واک‌دار | (v~w) | z           | ʒ        |      | ɣ       | ʁ      |         |
| خیشومی  | خیشومی | m     | n           |          | ɲ    |         |        |         |
| زنشی    | زنشی   |       | ɾ           |          |      |         |        |         |
| ناسوده  | ناسوده | ʋ     | l           |          | j    |         |        |         |

## گویش‌ها
گویش‌های لری با تفاوت‌های کم و بیش از هم سخن گفته می‌شوند. دانشنامه ایرانیکا زبان لری را به دو دسته کلی لری شمالی و لری جنوبی تقسیم کرده است. از سوی دیگر فهرست لینگوییست لری را به سه دسته شمالی، بختیاری و جنوبی دسته‌بندی کرده است. بنابراین می‌توان لری را به سه دسته زیر تقسیم کرد که خود شامل گویش‌های مختلف است.
- گویش‌های شمالی لری
- لری بختیاری
- گویش‌های جنوبی لری

برخی لکی را نیز گویشی از زبان لری دانسته‌اند. لری خرم‌آبادی ۷۸ درصد، لری خرم‌آبادی و لری بختیاری نیز ۷۸ درصد و لری بختیاری و لری جنوبی ۸۶ درصد شباهت دارند.همچنین لری خرم آبادی با فارسی ۸۵٪ شباهت دارند.

## نوشتار
برای نوشتن زبان لری، تاکنون در دهه‌های گذشته، تلاش‌هایی متعدد برای تدوین و تعریف رسم‌الخط‌های مختلف انجام شده است.
اما هیچ كدام به‌طور تقریبی کامیابی چندانی برای جلب نظر قشر فرهیخته و نویسندگان زبان لری پیدا نکرده است. به نظر برخی از دست‌اندرکارانِ کتابت لری، علت اصلی این امر، كم كاری نخبگان و افراد تحصیلکرده لر در امر نوشتن به مجموعه زبان‌های لری بوده است. زبان لری سنتا زبانی شفاهی بوده است و بیشتر گنجینه‌های ادبی این زبان نامکتوب می‌باشد. و البته، برای نوشتن، بیشتر لر-زبانان یا از زبان فارسی برای مکاتبات رسمی استفاده می‌کنند، و یا با استفاده از رسم‌الخط فارسی، و بدون تبعیت از استنادارد و قانون و رسم‌الخط خاصی، گویش لری خویش را می‌نویسند.
به هر حال، از پیروز‌ترین و تثبیت‌شده‌ترین رسم‌الخط‌های لری، رسم‌الخط «پاپَریک» می‌باشد، که از الفبای فارسی الهام گرفته شده، و حروف، علائم، و قواعد خاصی برای بازتاب دادن گویش‌های مختلف لری به آن اضافه شده است. این رسم‌الخط حاصل تلاش‌های آقای غلام‌رضا مهرآموز در سال ۱۳۷۴ شمسی می‌باشد. در سال ۱۳۹۴ شمسی، با همکاری آقای محمد موگویی، اصلاحات و ویرایش‌هایی روی این خط انجام شد و به شکل امروزهٔ آن در‌آمد. نتائج و ثمرات این تلاش‌ها در ویدئوها و بلاگ‌ها و مقالات متعدد، و همین‌طور کتابی چاپ شده در سال ۱۳۹۶ شمسی تالیف شده به دست آقایان مهرآمز و موگویی و با نام «ڤانومنیایٛن نيسٱنن و هٱنن ڤ لٛۏری (آموزش نوشتن و خواندن به لری)» ارائه شده است.
از دیگر تلاش‌ها برای تدوین رسم‌الخط لری، می‌توان دو مورد اشاره کرد. اولین آن‌ها، رسم‌الخط ارائه شده برای گویش بختیاری می‌باشد که توسط آقای اشرف اسدی با همکاری با زبان‌شناس کانادایی اریک جان آنونبی در دانشگاه اوپسالا در سوئد در سال ۱۳۹۷ شمسی، در کتابی تدوین و ارائه شده است. این الفبا نیز مشتق گرفته شده از خط فارسی می‌باشد. مبلغین مسیحی موسسه‌ای در شهر البوکرکی، نیومکزیکو، از این رسم‌الخط برای ترجمهٔ تعدادی چند از فصول عهد جدید انجیل به بختیاری استفاده کردند. رسم‌الخط دیگری که می‌توان به آن اشاره کرد، خط «لورتین» (ترکیب دو واژهٔ «لاتین» و «لوری») است، که الفبای لاتین، با حروف و علامات برای نشان‌دادن گویش‌های لری می‌باشد. این رسم‌الخط کاربردی «کمکی» (یعنی برای برگردان‌های علمی و نه نوشتار روزمره) دارد. و نهایتا، بعضی افراد، برای نوشتار گویش‌های لری، از رسم‌الخط کردی استفاده می‌کنند، که البته این امر نیز فراگیر نشده است. 
در این بخش، تمرکز بر روی «رسم‌الخط پاپریک» خواهد بود. این الفبا دارای ۴۲ حرف است، به طوری که تمامی صداهای ممکنه در گویش‌های مختلف لری را پوشش دهد (بجز ۸ حرف «ث ح ذ ص ض ط ظ ع» که تنها در وام‌واژگان عربی به کار می‌روند).
جدول زیر، این حروف را نشان می‌دهد.
| شماره | حرف      | معادل لورتین | آوانگاری | نمونه         | نکته |
| ----- | -------- | ------------ | -------- | ------------- | --- |
| ۱     | آ ـا     | ā            | [a]      | آساراٛ         | |
| ۲     | ٱ        | a            | [ɑː]     | ٱفتوٛ          | معادل فتحه |
| ۳     | اٛ        | e            | [æ]      | اٛنسان         | معادل کسره |
| ۴     | اْ        | ê            | [ə]      | زیرناْخیز برار | معادل شوآ‌ (واکه بی‌رنگ)، بدون معادل در فارسی. در میان واژه، این حرف نوشته نمی‌شود |
| ۵     | ایـ یـ ی | i            | [iː]     | ایرٱ ایمٱ     | |
| ۶     | ب        | b            | [b]      | بٱرد بٱلگ     | |
| ۷     | پ        | p            | [p]      | پیل پٱلامار   | |
| ۸     | ت        | t            | [t]      | تٱش تیار      | |
| ۹     | ج        | j            | [d͡ʒ]     | جٱمشیر جیا    | |
| ۱۰    | چ        | č            | [t͡ʃ]     | چی چیل        | |
| ۱۱    | خ        | x            | [x]      | خوم خورزمار   | |
| ۱۲    | د        | d            | [d]      | دایا دۊنسمٱند | |
| ۱۳    | ڌ        | đ            | [ð]      | دوهڌٱر باڌ    | ذال معجم، در فارسی امروزی معادل ندارد. |
| ۱۴    | ر        | r            | [ɾ]      | رٱهڌوم ریڤار  | |
| ۱۵    | ڒ        | rr           | [r]      | کڒ داڤۊد      | حرف «ر» مشدد، در فارسی معادل ندارد. |
| ۱۶    | ز        | z            | [z]      | مٱزۊنم زۊما   | |
| ۱۷    | ژ        | ž            | [ʒ]      | تٱژگا رۊژ     | |
| ۱۸    | س        | s            | [s]      | سامۊن سی‌مو    | |
| ۱۹    | ش        | š            | [ʃ]      | شانازی شیر    | |
| ۲۰    | غ        | ğ            | [ɢ]      | غٱریڤ جٱرغاٛ   | |
| ۲۱    | ف        | f            | [f]      | فٱن باز فئرٱ  | |
| ۲۲    | ق        | q            | [q]      | قارنیڌن قٱپ   | |
| ۲۳    | ڤ        | v            | [ʋ]      | ڤولات ڤارگٱ   | |
| ۲۴    | ۋ        | w            | [w]      | سیۋ گولاۋ     | |
| ۲۵    | ک        | k            | [k]      | کال کار       | |
| ۲۶    | کٛ        | ķ            | [c/cʰ]   | کٛۊچۊ کٛینی     | «ک» لری جنوبی، تلفظی خاص شبیه «چ» خفیف، مانند تلفظ حرف «ک» در لهجهٔ تبریزی ترکی آذربایجانی. |
| ۲۷    | گ        | g            | [g]      | گۊلۊ گرهڌن    | |
| ۲۸    | ڳ        | ńg           | [ɲ~ɟ]    | شنڳ شٱنڳٱر    | حرف «گ» که تلفظ آن خفیف و خیوشمی شده و در حرف «ن» پیش از آن ادغام می‌گردد. در فارسی معادل ندارد. |
| ۲۹    | ل        | l            | [l]      | لیڤٱ لیر      | |
| ۳۰    | لٛ        | ł            | [ɫ]      | تولٛ کیسلٛ      | حرف «لام» ثقیل یا زاگرسی، تلفظی مانند «ل+ی» دارد. در زبان فارسی معادل ندارد، در کردی با حرف «ڵ» نوشته می‌شود. |
| ۳۱    | م        | m            | [m]      | می مٱچم       | |
| ۳۲    | ن        | n            | [n]      | نازار نئها    | |
| ۳۳    | نٚ        | ň            | [∅]      | برارۊنٚ نۊنٚ    | «نون پنهان»، نون که در آخر واژه می‌آید، اما در خواندن، تلفظ نمی‌شود. اما اگر پس از واژه، حروف مصوت بیایند، این حرف خوانده شده (مانند قانون پیوستگی آوایی در زبان فرانسه (لییِزون)) و در نوشتار نیازی به نوشتن علامت «۷» روی حرف نون نیست. |
| ۳۴    | او و     | o            | [o]      | اورٱک گور     | معادل ضمه |
| ۳۵    | اۊ ۊ     | u            | [u]      | اۊمام بۊشهر   | |
| ۳۶    | ۉ        | ow/aw        | [ow]     | شۉ ایمشۉ      | «واو غنه»، در فارسی معادل ندارد. |
| ۳۷    | ۏ        | ö            | [œ]      | دۏ تۏ         | «ضمه فیلی»، در فارسی معادل ندارد. معال «اؤ» در ترکی آذربایجانی. در نوشتار کردی، از حرف «ۊ» برای آن استفاده می‌شود. |
| ۳۸    | ؤ        | ü            | [y]      | مؤرم          | «ضمه مینجایی»، در فارسی معادل ندارد. معال «اۆ» در ترکی آذربایجانی. پیش‌تر در نوشتار لری، حرف «ۋ» برای این صدا در نظر گرفته شده بود. |
| ۳۹    | هـ ه     | h            | [h]      | هۊناٛ هومال    | |
| ۴۰    | ئ        | -            | [ʔ]      | اۊمائن دیئن   | همزه |
| ۴۱    | ایـٛ یٛـ یٛ | î            | [e]      | هیٛل بیٛل شیٛر   | «یاء مجهول»، در فارسی امروزهٔ ایرانی معادل ندارد. |
| ۴۲    | یـ ی     | y            | [j]      | یو چناٛ؟ یار   | |

در این رسم‌الخط، نقش‌نمای اضافه در زبان لری مانند فارسی می‌باشد، به این معنی که نقش‌نما نوشته نمی‌شود. در صورت نیاز، حروف متصل کننده مانند «ی» نوشته می‌شوند.

## نمونه نوشتار
نوشتار زیر به لری خرم‌آبادی است.
ایما خوفتیئیم نزدیکیا ساعٱت چار اۏ چار اۏ نیم. ڤٱنو کاٛ پا تٱش بئین اۏ بیار بئین هٱمٱناٛ بیار کردن اۏ ڤ سۏرعٱت هٱمٱ خوشۊناٛ آمادٱ کردن سی حٱرکٱت ڤ طٱرٱف قولٱ.
ٱما قرار نیئان کاٛ یٱک دۏ نٱفٱر بئیسٱن داٛ اٛشگٱفت اۏ بٱقیٱ رۏئٱن ڤیراٛ قولٱ. چۊنکاٛ ٱثاثیٱ زیادی داشتن کاٛ نمی‌تونساٛن ڤا خوشۊ بۏیارناٛشۊ، دۏ نٱفٱر مانن داٛ اٛشگٱفت کاٛ هٱم باٛئیسٱن تی ٱثاثیٱ ڤٱ هٱم ایٛناشتاناٛ حاضر کونن کاٛ مۉقع کاٛ اینۊ ڤرمیگردٱن بوخورٱن.
amā qerār nĪā-n ke yak dö nafar bē-Īs-an de ešgaft ö baqia rö-an vīr-e kola. čūnke asās-yā ziād-Ī dāšt-en ke ne-mĪ-tōness-en vā xo-šō bö-jr-an-ešō, dö nafar man-en de ešgaft ke ham bē-Īs-an tĪ asā-s-yā va ham enāštā-ne hāzer kon-an ke möjqē ke īn-ō ver-mĪ-gerd-an bo-hor-an
ترجمه فارسی
ما تا نزدیکی‌های ساعت چهار، چهار و نیم خفته بودیم. آن‌هایی که پای آتش بودند و بیدار شده بودند، همه را بیدار کردند و همگی به سرعت خود را برای رفتن به سوی قله آماده کردند.
اما قرار گذاشتند که یکی دو نفر در غار (شکاف) بمانند و بقیه به سوی قلهٔ کوه راهی شوند. چونکه اثاث‌های بسیای داشتند که نمی‌توانستند همه آن‌ها را با خود حمل کنند. دو نفر در غار ماندند که هم مراقب اثاث‌ها باشند و هم صبحانه‌ای آماده کنند که هنگام بازگشت گروه بخورند.

## نمونه واژگان
واژگانی در لری فیلی و ترجمه فارسی آن‌ها
- دا= مادر
- بوٱ=پدر
- برا=برادر
- لوچ_لیٛو=لب
- می می= عمه
- پاٛت= بینی
- به‌طورکلیٛک=انگشت
- می= مو
- گوپ، دٱم=دهان
- قُل=مچ پا تا انگشتان پا
- مل=گردن
- قیٛ=کمر
- گیئ= شکم
- سی=برای
- داْ= داخل
- اْزگاٛل= زغال
- چیا- چوقا= تپه
- ژو= درد

واژگانی در گویش بروجردی و ترجمه فارسی آن‌ها
- نِنٱ=مادر
- بوا=پدر
- بِرار=برادر
- خۋار=خواهر
- لُۉ، لوچ=لب
- پِت=بینی
- کِلِک=انگشت
- دو=دهان
- وِرِه=برای
- زِنِشت=درد
- اِژبوژ=شپش
- کِرجِنگ=خرچنگ

- واژگانی در لری بختیاری و ترجمه فارسی آن‌ها

- دا=مادر
- اُو، آو، اِو=آب
- بٱڤاْ، بوڤاْ، بو=بابا
- برار، گٱگاْ، گو=برادر
- چپلاق: سیلی یا پس گردنی
- کٱچی=عمه
- نفت، پاٛت=بینی
- به‌طورکلیٛک، به‌طورکلیٛیچ=انگشت
- پٱل، می، مِل=مو
- قول=مچ پا تا انگشتان پا
- ماٛل=گردن
- قٱڌ=کمر
- گٱداْ، اشکم=شکم
- سی=برای
- ماٛن، مین=درون، میان
- ٱنگشت=زغال
- چوقا=تپه
- زناٛشت=درد

واژگانی در لری جنوبی و ترجمه فارسی آن‌ها
- دی: مادر
- بوڤ: پدر
- کَه‌کا، کٱکی:برادر

واژگانی در لری بالاگریوه ای و ترجمه فارسی آن
- دا و دالکه و دایه = مادر
- پت = بینی
- گده = شکم [۴۴]

- آو = آو
- کلیک = انگشت
- سی = برای
- بوعه = بابا
- گیس و می = مو
- مین = داخل و میان
- گیه و گگه و برار = برادر
- قول = پا
- چپلاق= سیلی
- مل = گردن
- چغا = تپه
- کچی = عمه
- قاد = کمر
- گوپ و دم = دهان
- لو و لوچ = لب